# 贡波乡
贡波乡，是中华人民共和国四川省甘孜藏族自治州得荣县下辖的一个乡镇级行政单位。

## 行政区划
贡波乡下辖以下地区：
联谊村、目沙村、中木村、普雅村、贡堆村、日归村和木拥村。